# Carlota Lozano
Carlota Lozano de Del Río (Colón, Panamá, 7 de septiembre de 1945) es una entrenadora panameña y campeona de concursos de belleza fue Miss Mundo Panamá 1967 y representó a Panamá en el Miss Mundo 1967.

## Biografía
Creció en Colón, Panamá, y se convirtió en la representante oficial de Panamá en el certamen Miss Mundo 1967 celebrado en Londres, Reino Unido el 16 de noviembre de 1967.Fue elegida Miss Mundo Panamá, la primera Miss Panamá de este certamen.